# Guðfríður Lilja Grétarsdóttir
Guðfríður Lilja Grétarsdóttir (* 10. Januar 1972) ist eine isländische Politikerin (Links-Grüne Bewegung) und Schachspielerin.

## Leben und Politik
Guðfríður Lilja Grétarsdóttir studierte Geschichte und Philosophie an der Harvard University und der University of Cambridge. Von 2009 bis Ende 2012 war sie Abgeordnete des isländischen Parlaments Althing für den Südwestlichen Wahlkreis. Sie war Vorsitzende des Grünen Parlamentsklubs und Vorsitzende der isländischen Delegation zur Versammlung der Arktis-Anrainerstaaten. Daneben war sie Mitglied in den Ausschüssen für Umwelt und für Äußere Angelegenheiten. Auf den 31. Dezember 2012 erklärte sie ihren Rücktritt aus dem Parlament. Ihr Nachfolger bis zur Parlamentswahl vom 27. April 2013 war Ólafur Þór Gunnarsson.

## Schach
Für die isländische Frauennationalmannschaft spielte sie bei vier Schacholympiaden: 2000 und 2002 am Spitzenbrett sowie 2004 und 2006 am dritten Brett. Am dritten Brett spielte sie für Island ebenfalls bei der Mannschaftseuropameisterschaft der Frauen 2005. Mit dem Verein Taflfélagið Hellir nahm sie am European Club Cup der Frauen 2003 teil. Seit 2004 trägt sie den Titel Internationaler Meister der Frauen (WIM). Sie gewann elfmal die isländische Frauenmeisterschaft (1985 bis 1988 und 1990 bis 1993 je viermal in Folge, 1997, 2001 und 2003).